# النزاع الطائفي في جزر مالوكو

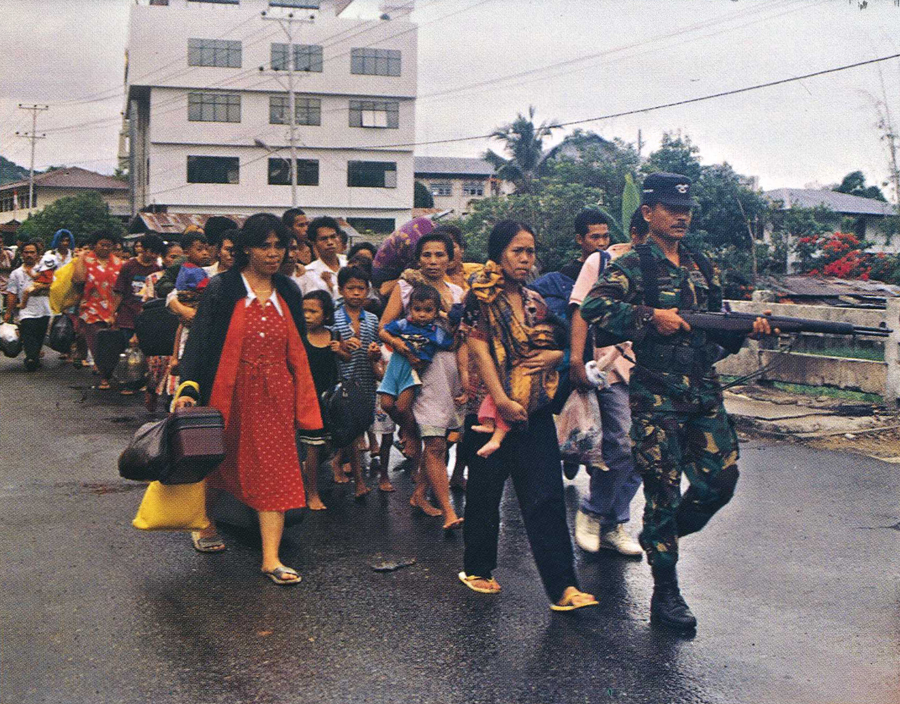
قوات الجيش الإندونيسي تخلي اللاجئين من أعمال الشغب الدينية في أمبون.

النزاع الطائفي في جزر مالوكو هو فترة من الصراع العرقي السياسي بين التيارات الدينية، انتشر في الجزر الإندونيسية التي تشكل أرخبيل مالوكو، كانت الاضطرابات خطيرة بشكل خاص على جزيرتي أمبون وهالماهيرا. استمر الصراع من بداية حقبة الإصلاح في أوائل عام 1999 حتى توقيع اتفاق مالينو الثاني في 13 فبراير 2002.
تُعزى الأسباب الرئيسية للصراع إلى عدم الاستقرار السياسي والاقتصادي العام في إندونيسيا بعد سقوط سوهارتو، وانخفاض قيمة الروبية أثناء وبعد أزمة اقتصادية أوسع أصابت جنوب شرق آسيا. أدى التقسيم مالوكو آنذاك إلى مقاطعة مالوكو الحالية، ومقاطعة مالوكو الشمالية إلى تفاقم الخلافات السياسية القائمة في المنطقة، وبما أن الخلاف السياسي مبني على أسس دينية، اندلع القتال بين المسيحيين، والمجتمعات المسلمة في يناير 1999. ارتكب كلا الجانبين فظائع ضد السكان المدنيين. كان المتحاربون الرئيسيون هم الميليشيات الدينية من كلا الطرفين، بما في ذلك تنظيم عسكر الجهاد الإسلامي (لشكر جهاد) المنظم جيدًا، والقوات العسكرية الحكومية الإندونيسية.

## نظرة عامة
لا يمكن ربط جميع أعمال العنف خلال فترة الأربع سنوات مباشرةً بقضايا سياسية أو طائفية، إذ يمكن أن تُعزى الغالبية العظمى منها إلى جرائم انتهازية، تمّت ممارسة العنف على شكل حملات مسلحة لميليشيات محلية استهدفت بشكل حصري السكان المدنيين في الجزر. شملت هذه المجموعات ميليشيا عسكر الجهاد، المكونة من مقاتلين مدربين من مناطق أخرى ذات غالبية مسلمة في إندونيسيا، شن عسكر الجهاد حملة في المراحل الأخيرة من الصراع لطرد سكان مالوكو المسيحيين. هدَفت أعمال العنف الممارسة إلى تهجير أفراد المجتمع المخالف، على شكل عمليات إخلاء جماعي من خلال استخدام التهديد والمضايقة، ثمّ قيادة هجمات شرسة على مجموعات كبيرة من السكان المحليين، وحرق مساكنهم أو حتى أحيائهم بأكملها. وُصفَت أعمال العنف في تلك الفترة بالمذابح في بعض الحالات.  طُرد جميع السكان المسيحين من منطقة في حالة واحدة، ذلك في جزر باندا في أبريل من عام 1999.
ادعت الشرطة والقوات المسلحة لجمهورية إندونيسيا حيادها طوال فترة النزاع، على الرغم من تحمّلها مسؤولية إطلاق حوالي 80 ٪ من الذخائر والأسلحة المستخدمة في القتال. اُنتقدَت السلطات لعدم منع الهجمات، وزعمت كلا المجموعتين تحيزها العرقي والديني تجاه الطرف الآخر، لا سيّما أن عددًا من القوات سلمت أسلحة تعود ملكيتها للدولة إلى أفراد يتبع معظمهم إلى الميليشيات الإسلامية، واُستخدمَت هذه الأسلحة في وقت لاحق خلال الهجمات. قيل أيضًا أن أفراد من الجيش والشرطة انضموا إلى الميليشيات التابعة لدينهم، وزعمت بعض المصادر أن ما يصل إلى 350 فردًا عسكريًا ساعدوا وقاتلوا إلى جانب المقاتلين المسلمين. نظّم أفراد الميليشيات المحلية أنفسها «كحماة» أو «مدافعين» عن أفراد مجتمعاتهم ضد هجمات المجموعة الأخرى، وأنشؤوا مقار قيادة أو مراكز مستغلين تقاعس الشرطة، وتطورت هذه المقرّات بسرعة إلى نقاط تعبئة للعصابات المحلية لشن هجماتهم.
كان للنزاع تأثير كبير على 2.1 مليون شخص في مالوكو الكبرى. قدرت مجموعة الأزمات الدولية عدد النازحين الذين دفعتهم ظروف النزاع إلى مغادرة موطنهم ب 700000، وسقط أكثر من 5000 شخص ضحية لأعمال العنف في تلك الفترة. ما شكّل أكبر حركة للاجئين منذ اتحاد الدولة الإندونيسية، أُبلِغ عن 1.4 مليون نازح داخلي في فبراير 2002 من قبل برنامج الغذاء العالمي.

## خلفية تاريخية

### عوامل اقتصادية وسياسية
حفزت اللامركزية تجديد الجهود الساعية لانفصال جزر مالوكو الشمالية عن مقاطعة مالوكو. دُعِم قرار الانفصال من قبل جميع الأطياف الدينية والسياسية، إذ تشارك السكان نفس المخاوف المتعلقة بالصعوبات اللوجستية النسبية المرتبطة ببعد المنطقة، ومصادرة الثروة الاقتصادية من قبل أفراد خارجيين، ووجود حكومة بعيدة متفكّكة في أمبون. وعد الرئيس آنذاك يوسف حبيبي بإنشاء مقاطعة مالوكو الشمالية الجديدة، مدعومًا بشكل حاسم من قبل حاكم مقاطعة مالوكو آنذاك صالح لاتوكونسينا، وبعد الضغط من قبل برلمانيين بارزين في شمال مالوكو، وناشطين طلابيين في فبراير 1999.
كان حكم سوهارتو سلطوي، وخضع له التراتب الهرمي الديني المسيحي والإسلامي في مجتمع الخيرات الإسلامي، والكنيسة البروتستانتية في إندونيسيا. منح سوهارتو المجموعات المختلفة منافذ قوة قسرية على مجتمعاتها المحلية، وضمن بذلك هيكلًا مستقرًا نسبيًا للتجمعات المحلية، وتوزيع الطاقة. سمح تعريف المرء لنفسه بالمؤسسة الدينية المنتمي إليها، التي امتلكت السلطة السياسية بالوصول إلى شبكة توفر الخدمات كالحماية من الجريمة مثلًا، ومزايا عملية أخرى لأعضائها، وقد اقترح ذلك عالم السياسة جيري فان كلينكن، سمحت هذه الشبكة بانتشار خلافات صغيرة على مستوى الشارع عبر مناطق واسعة من مالوكو.
سمح سقوط هيكل النظام الجديد على الصعيد الوطني واللامركزية بمنافسة انتخابية مفتوحة وتنافسية على مناصب السلطة في المقاطعات، التي تمتّعت بالمكانة المرموقة والمزايا الاقتصادية، ما جعل كل مجموعة تشكّ في عدد الناخبين، وكان حشد الدعم ضمن المصالح العليا لجميع المجموعات المهمة لدعم قضيتها.
بدأت المنافسة على المناصب الإدارية حديثة النشوء في مقاطعة مالوكو الشمالية الحديثة أيضًا، تنافس المرشحان الحاكمان سلطان تيرنات مظفر سجا، الذي اعتمد على دعم الكنيسة الإنجيلية المؤثرة في هالماهيرا، وبحر عنديلي الوصي الإسلامي على هالماهرا. أثار إعادة رسم الدوائر الإدارية، والخلاف بين تيدور وتيرنات حول موقع العاصمة الشكوك حول جدوى العديد من هياكل السلطة القائمة، وتلك المُستخدَمة من قبل المجموعات التي شكلت هذه الهياكل.
كانت القوة الاقتصادية في أمبون من منتصف الثمانينيات في قبضة الموظفين الحكوميين، وشكّلت رواتبهم ومخصصاتهم النقدية من جاكرتا أغلب الثروة المالية التي يجنيها سكان منطقة مالوكو، إذ أمّن الإنتاج الزراعي والبحري المحلي لقمة العيش للعاملين في هذين المجالين لا أكثر، وتحكّم الأجانب بالصيد التجاري في الغالب. بحسب بعض التقديرات بلغت نسبة التوظيف المباشر في الخدمة المدنية ربع إجمالي العمالة في أمبون، وتشير الإحصاءات من عام 1990 إلى أن 38٪ من عمال تيرنات يعملون لدى الحكومة. يعني الاعتماد على عدد ثابت من وظائف الخدمة العامة أن بطالة الشباب في أمبون كانت مرتفعة بشكل غير عادي، لم يكن 73.2٪ من السكان في أمبون قد عملوا بعد في عام 1994، شكّل هؤلاء الشباب الساخطون في الغالب وقود الصراع.
لا يمكن أن يُعزى العنف بشكل كامل إلى المؤسسات السياسية أو الدينية، إذ عمل الممثلون الدينيون والسياسيون على التخفيف من حدة الصراع، خلال النزاعات المجتمعية بين قرى هايتفي بيسار وواكال في أمبون، قبل اندلاع أعمال عنف واسعة النطاق، ولكن لم تحظَ جهودهم بأي قبول، وتجاهلتهم الأطراف المتنازعة على نطاق واسع في هذه الحالة.